# Glyceraldehyd

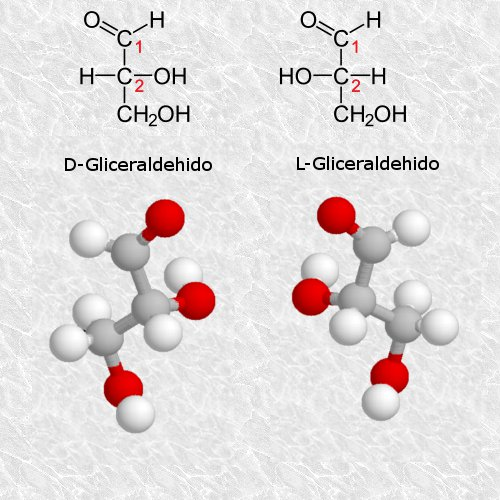
D- a L- glyceraldehyd

Glyceraldehyd je monosacharid patřící mezi aldózy. Spolu s dihydroxyacetonem (ketosa) se jedná o nejjednodušší sacharid (aldosu). Jeho řetězec obsahuje tři atomy uhlíku, jedná se tedy o triózu s chemickým vzorcem je C3H6O3. Vyskytuje se ve dvou izomerních formách D- a L-glyceraldehyd, které jsou enantiomery.
Název pochází z kombinace glycerolu a aldehydu, protože glyceraldehyd je glycerol s jednou skupinou alkoholu oxidovanou na aldehyd.
Glyceraldehyd je sladká, bezbarvá, krystalická pevná látka. Fyziologický význam sloučeniny je velký, protože je to jedna ze základních látek metabolismu, ze které je buňka schopna tvořit mnoho dalších látek. Je mezičlánkem mnoha biochemických pochodů, jako je například Calvinův cyklus.

## Historie

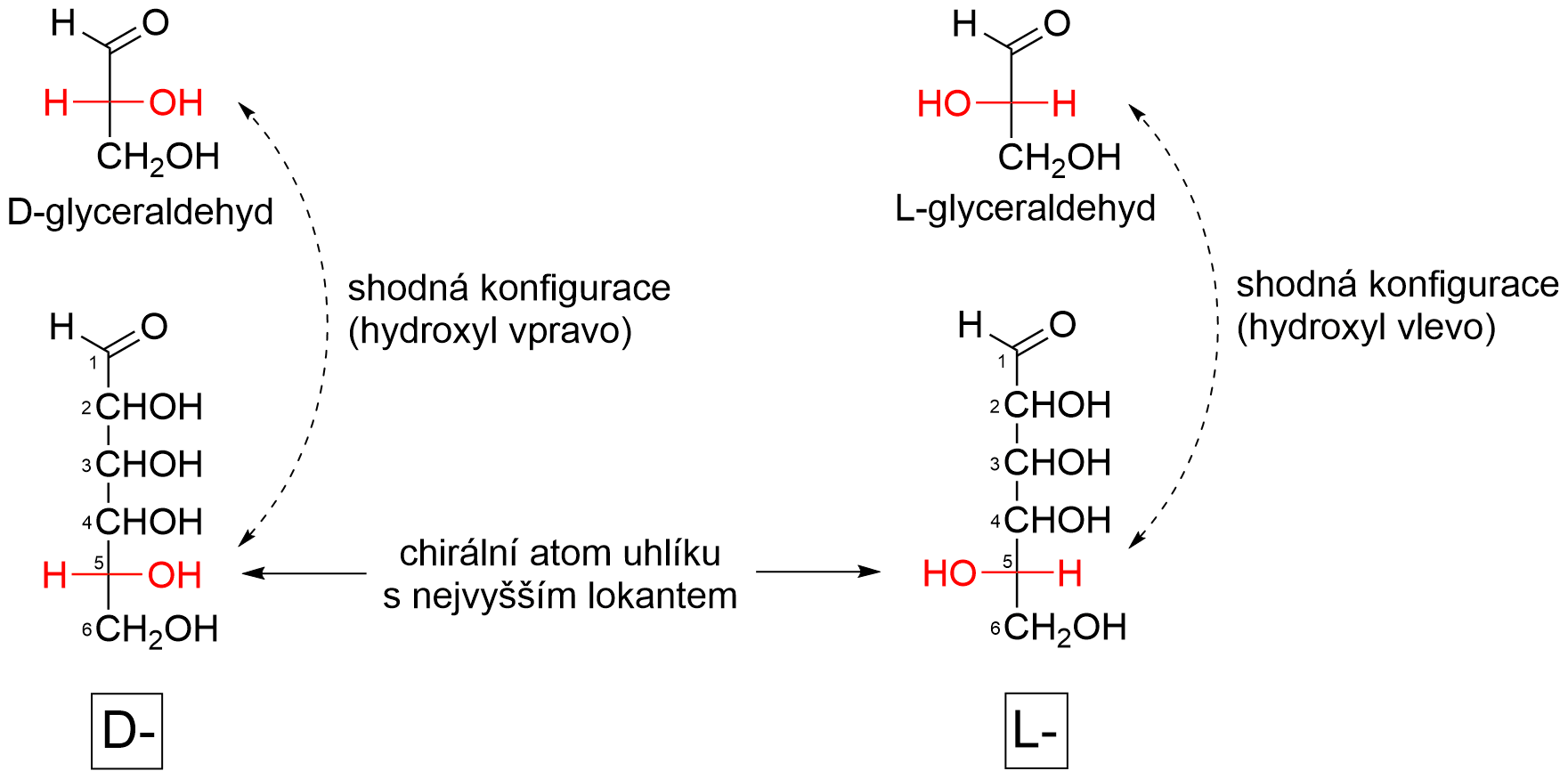
D- a L- izomerie sacharidů, která se odvozuje od D- a L- glyceraldehydu

Glyceraldehyd hraje důležitou roli v historii stereochemie. Po objevu jeho schopnosti stáčet lineárně polarizované světlo doprava nebo doleva, byla vytvořena terminologie, která se používá dodnes. Dohoda týkající se této sloučeniny umožnila specifikovat prostorové uspořádání substituentů jiných chirálních molekul. Tato dohoda odpovídá i zobrazování stereochemických sloučenin pomocí Fischerovy projekce.
Bez znalosti prostorového uspořádání hydroxyskupin v glycerinaldehydu bylo dohodnuto, že enantiomer otáčející lineárně polarizovaným světlem vpravo, má konfiguraci D (D z latinského Dexter, česky "pro pravou") a který ji otáčí vlevo má konfiguraci L (L z latinského Laevo, česky „pro levou“). Ekvivalentní názvosloví R/S vychází z latinského Rectus česky „pravý“ a Sinister česky „vlevo“. Podobně je pro pravotočivost a levotočivost používáno znaménko + a -.
Teprve po objevení rentgenové strukturní analýzy mohla být experimentálně zkontrolována skutečná konfigurace. Ukázalo se, že zvolení D a L konfigurace u glyceraldehydu bylo náhodně vybráno v souladu s Fischerovou projekcí.

## Struktura
Glyceraldehyd obsahuje jednu aldehydickou skupinu a dvě skupiny hydroxylové. Prostřední uhlík (druhý uhlík) vytváří chirální centrum, a proto existuje glyceraldehyd ve dvou různých enantiomerech s opačnou optickou rotací. Tyto dvě molekuly se chovají jako své zrcadlové obrazy. Podle Fischerovy projekce jsou označovány jako D-glyceraldehyd (otáčí lineárně polarizované světlo doprava) a L-glyceraldehyd (otáčí lineárně polarizované světlo doleva).
|                       | D-glyceraldehyd(+)-(R) | L-glyceraldehyd(−)-(S) |
| Fischerova projekce   | D-glyceraldehyde       | L-glyceraldehyde       |
| Molekulární struktura | D-glyceraldehyde       | L-glyceraldehyde       |
| Trojrozměrný model    | D-glyceraldehyde       | L-glyceraldehyde       |

## Metabolismus

D-glycerinaldehyd 3-fosfát

Glycerinaldehyd a jeho derivát glyceraldehyd-3-fosfát jsou klíčovými látkami buněčného metabolismu. Účastní se metabolické dráhy glykolýzy, což je přeměna glukózy na dvě molekuly pyruvátu za čistého výtěžku dvou molekul ATP a dvou molekul NADH.